# Kanchamaranahalli, Hassan
Kanchamaranahalli là một làng thuộc tehsil Hassan, huyện Hassan, bang Karnataka, Ấn Độ.